# Posabina
Posabina (bulgariska: Посабина) är ett distrikt i Bulgarien.   Det ligger i kommunen Obsjtina Popovo och regionen Tărgovisjte, i den centrala delen av landet, 240 km öster om huvudstaden Sofia.